# ХК Оранж 20
ХК Оранж 20 (слч. HK Orange 20) представља хокејашки клуб из Словачке који је 2007. основао Словачки хокејашки савез и у којем играју потенцијални репрезентативци те земље у млађим узрасним категоријама (до 20 година старости).
Да би се национални тим до 20 година адекватно припремио за светска првенства, екипа Оранж 20 у којој наступају потенцијални играчи репрезентације наступа у елитној Екстралиги, што представља идеалну припрему за велика такмичења кроз одигравање бројних утакмица са најјачим тимовима у земљи. Резултати које ова екипа оствари у домаћој лиги се не рачунају као службене, већ сикључиво као пријатељске и припремне утакмице.
Екипа своје утакмице углавном игра петком и недељом и игра пријатељске утакмице све до последње недеље уочи зимске паузе у лиги.
Лао домаћи терен клуба служи Арена Ондреј Непела у Братислави, капацитета 10.115 седећих места.